# Il carcerato n. 13
Il carcerato n. 13 (Convict 13) è un cortometraggio comico muto interpretato, scritto e diretto da Buster Keaton ed Eddie Cline, il secondo recita in una piccola parte.

## Trama
Buster (Buster Keaton) sta goffamente giocando a golf quando ad un certo punto, colpito dalla propria palla rimbalzata sul muro, sviene. Proprio in quel momento passava di lì un evaso che approfitta dello stato di Buster per scambiare i suoi vestiti da carcerato con quelli normali del poveretto. Qualche poliziotto, dopo che Buster ha ripreso conoscenza, inizia ad inseguirlo vedendolo con gli abiti a righe e credendolo il carcerato. Egli cerca di andarsene, ma piano piano una moltitudine di poliziotti sempre più ampia inizia a inseguirlo.
Una volta in prigione scopre che il prigioniero n° 13 (quello che gli aveva rubato i vestiti) sarebbe stato impiccato proprio quel giorno, ma riesce a salvarsi grazie all'aiuto della figlia della guardia (Sybil Seely) che se ne invaghisce. Tramortita una guardia per errore e rubatigli i vestiti Buster cerca di scappare dalla prigione, ma un prigioniero impazzito (Joe Roberts) tenta anche lui la fuga e, scambiandolo per una guardia vera, ingaggia un duello con lui. Buster è vittorioso sul prigioniero e la giovane ragazza gli si lancia addosso per festeggiarlo... quando all'improvviso Buster si risveglia dal sogno nel campo da golf.